# Шенгавитское поселение

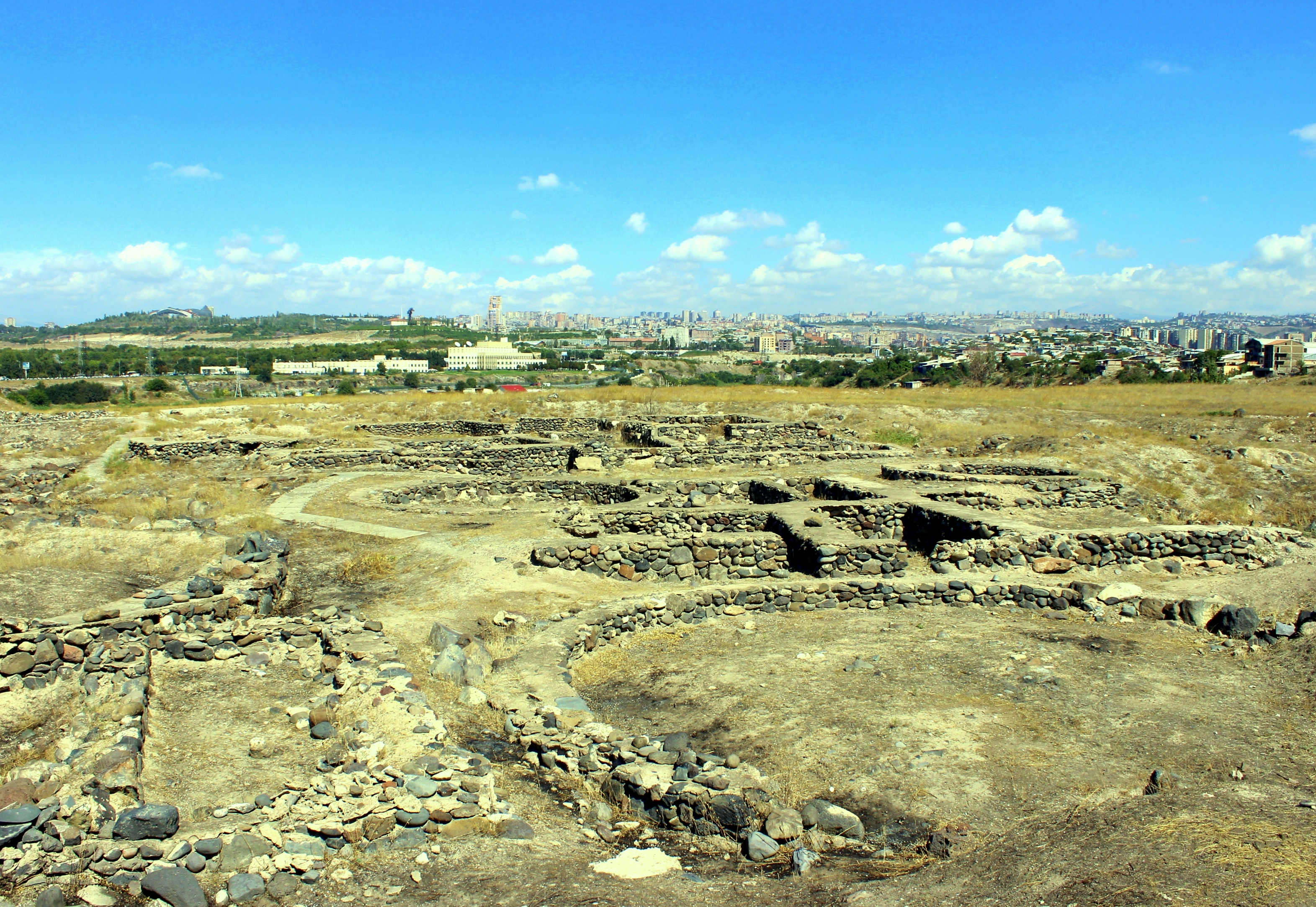
Раскопки Шенгавитского поселения

Шенгавитское поселение (Шенгавит; арм. Շենգավիթ) — древнее городище, археологический памятник Кура-аракской культуры. Находится в юго-западной части города Еревана на территории района Шенгавит, на левом берегу реки Раздан. Один из наиважнейших археологических памятников Армении периода раннего бронзового века. Поселение существовало в 4—2-м тысячелетиях до н. э.
Раскопки проведены в 1936—1938 годах под руководством Евгения Байбуртяна. В 1958—1983 годах раскопки продолжила экспедиция Ереванского государственного университета под руководством Сандро Сардаряна. С 2000 года раскопки ведутся под руководством Акопа Симоняна.

## Описание
Шенгавитское поселение представляет собой холм площадью 6 га, возвышающийся над рекой Раздан на 30 м.
Памятник состоит из четырёх культурных слоёв, расположенных примерно 4 м друг от друга:
- 1 слой — поздний неолит (3500—3000 лет до н. э.),
- 2 слой — ранний энеолит (3000—2700 лет до н. э.),
- 3 слой — средний энеолит (2600—2300 лет до н. э.),
- 4 слой — поздний энеолит (2300—2000 лет до н. э.)[4].

Поселение представляло собой типичный город с центральными и пересекающимися улицами. Его окружали стены циклопичной кладки с башнями. Под стеной был найден выложенный плитками подземный ход, ведущий к реке Раздан.
Раскопаны жилища и хозяйственные помещения, не имеющие определённой планировки, с хаотичным расположением и кривыми проходами. Жители Шенгавита жили в круглых в плане домах диаметром 6-7 м (с очагами в центре) и в примыкающих к ним прямоугольных пристройках из сырцового кирпича на каменных фундаментах. Был открыт зал длиной около 12-13 м и шириной 8 м. Также был обнаружен склеп.

## Хозяйство
Поселение Шенгавит имело неисчерпаемые источники пищи и воды из реки Раздан. На реке были устроены плотины, благодаря которым образовались искусственные озёра, где обитало большое разнообразие рыб, в том числе озёрных. Шенгавит известен своими хранилищами зерна. Так здесь было найдено хранилище зерна, которое размещало около 4 тонн крупы, что могло прокормить тысячу человек в течение года.
Обнаружено большое количество копий и мотыг, сделанных из костей коз и овец, что свидетельствует о развитии скотоводства. Данные раскопок свидетельствуют, что жители Шенгавита вели оседлый образ жизни, занимались земледелием, особенно переработкой зерновых культур. В зернохранилище были обнаружены остатки жжёной пшеницы.

## Изделия
Было найдено нечто похожее на трон, на котором могли сидеть два человека: хозяин и хозяйка дома. Обнаруженные булавы и трости могут свидетельствовать о наличии правителей. Было обнаружено 33 наконечника, что свидетельствует о не мирном образе жизни во время существования поселения. Примечательны режущие изделия из обсидиана и каменные орудия для измельчения пшеницы.
Найдено множество изделий из бронзы (булавки, шилья, бусы) и меди. Обнаружены обломки каменных форм для отливки топоров. В погребениях ранней бронзы найдены золотые украшения. Из обнаруженных украшений обращают на себя две мужские статуэтки, что может привести к корректировке утверждения о господстве тогда матриархата.
Шенгавитская керамика внутри красная или серая, снаружи чёрная, желтовато-каштановая, полированная (часто до блеска металла), украшена геометрическим орнаментом и изображениями животных. Были найдены также подковообразные пьедесталы с головками быков, ритуальные костры из глины.

## Историческая судьба поселения
Шенгавитское поселение, которое существовало на протяжении более 2000 лет, по неизвестным причинам прекратило существование. Однако жизнь на территории современного Еревана продолжалась.
Расположенное в пределах Еревана Шенгавитское поселение с культурой ранней бронзы тождественно с поселениями 4-2 тысячелетий до н. э. из раскопок в ранних слоях известных городов Древнего мира: Эриду (созвучно урартскому городу на месте Еревана — Эребуни, с взаимозаменой «ду»-«бу»), Эрек-Урук, Ур, Ниневия, Киш, Шуш (Сузы), Троя, Крит и Микены.
Принято считать, что примерный возраст этих городов 4-6 тысяч лет. А древнейшие письменные свидетельства (шумерские, акадские, хурритские, хеттские, ассирийские) об эти городах относятся к 3-2 тысячелетию до н. э.

## Историко-археологический заповедник «Шенгавит»
По результатам раскопок был открыт музей Шенгавит, входящий в состав историко-археологического музея-заповедника «Эребуни». В 2003 году музей был переименован в Историко-археологический заповедник «Шенгавит». Часть материалов раскопок сегодня находятся в Национальном историческом музее Армении (Ереван).

## Галерея

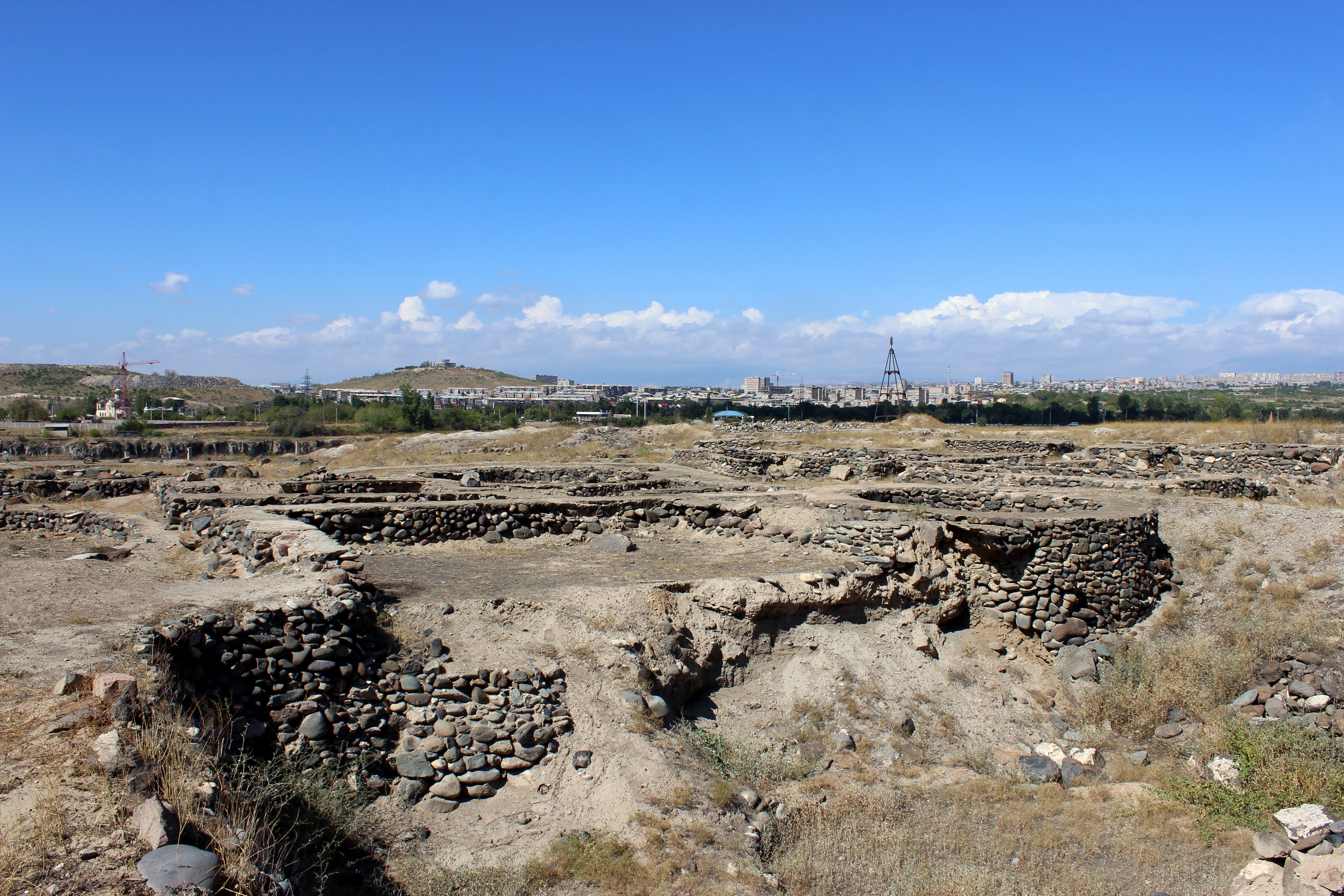
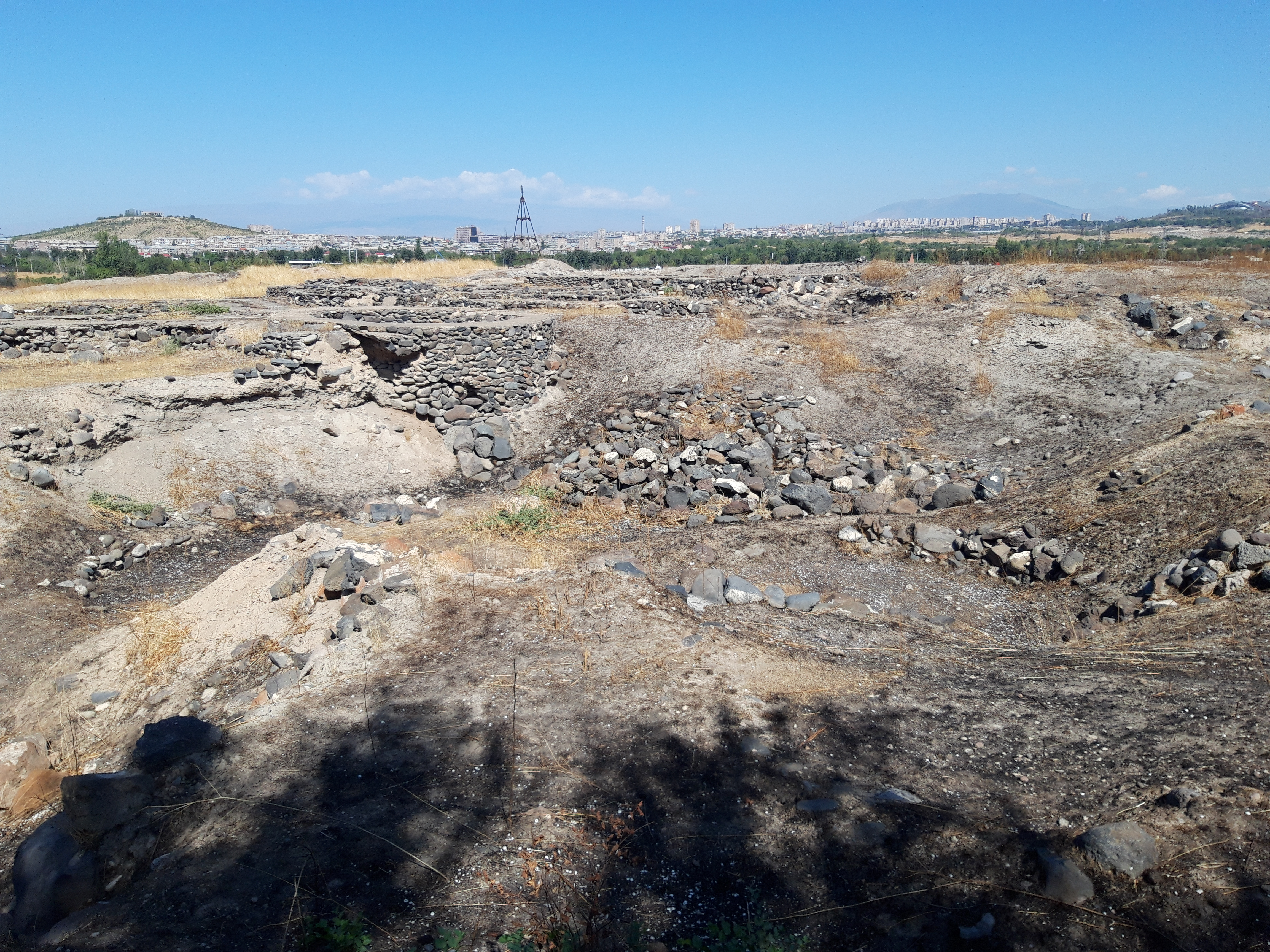
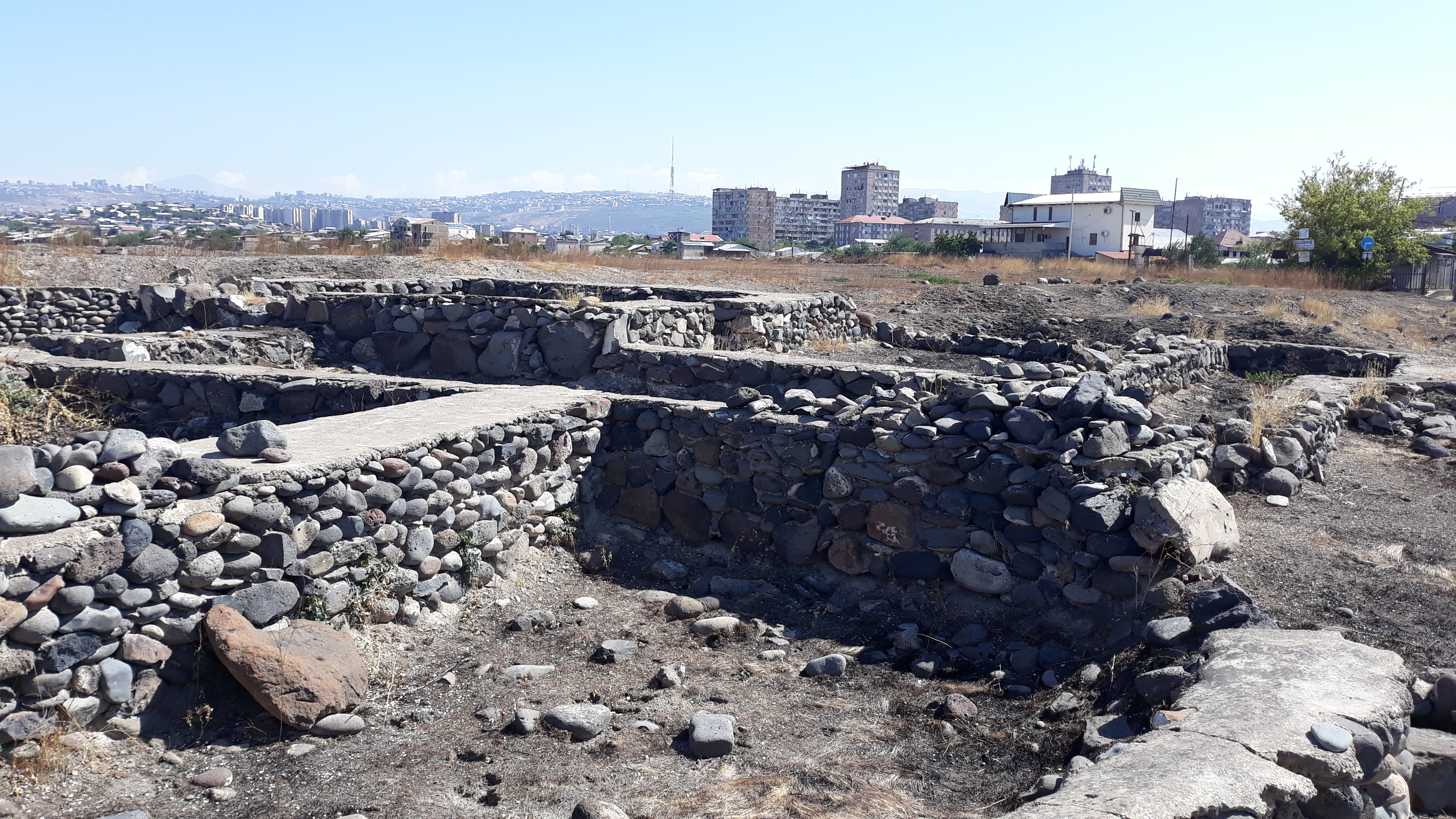
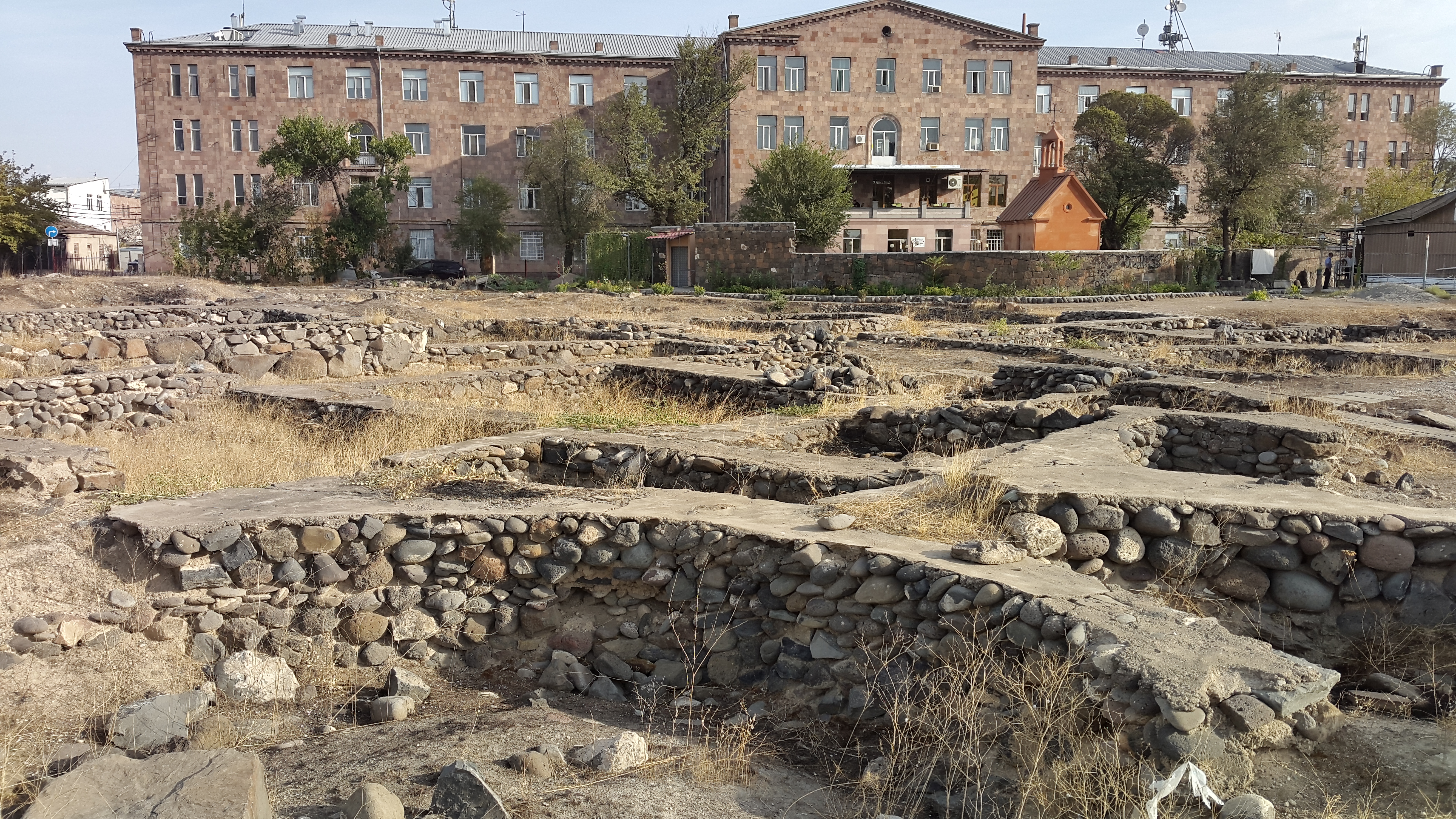
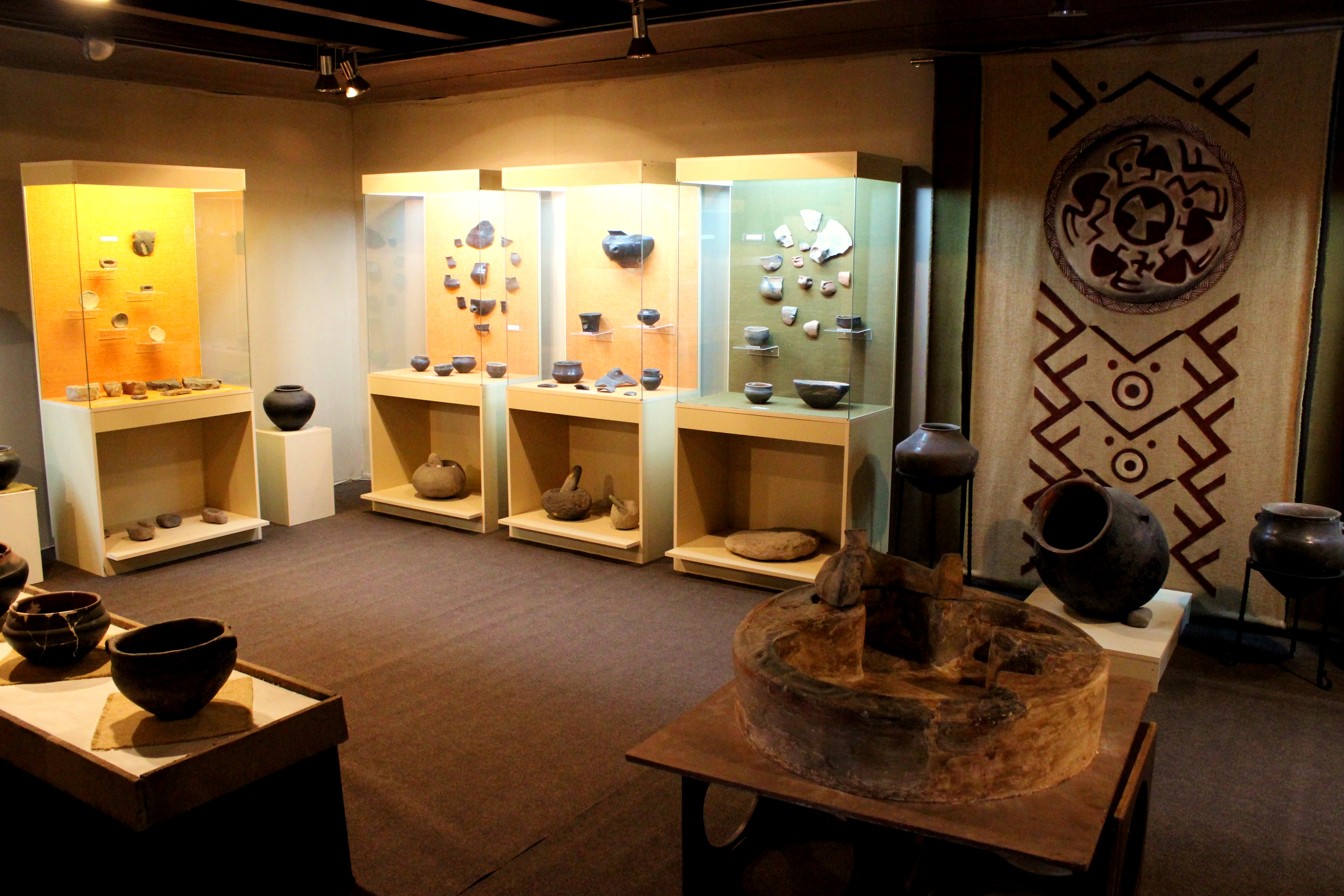
Музей